# رافي كابور
رافي كابور (بالإنجليزية: Ravi Kapoor)‏ هو كاتب سيناريو وممثل بريطاني، ولد في 27 يونيو 1969 بليفربول في المملكة المتحدة.

## أعمال

### أفلام
- (1995) كاران ارجون
- (2019) أد أسترا

### مسلسلات
- اسمي إيرل
- تاتش
- عبر جوردان
- فلاش فورورد

## وصلات خارجية
- رافي كابور على موقع IMDb (الإنجليزية)
- رافي كابور على موقع ألو سيني (الفرنسية)
- رافي كابور على موقع أول موفي (الإنجليزية)
- رافي كابور على موقع إن إن دي بي (الإنجليزية)
- رافي كابور على موقع قاعدة بيانات الفيلم (الإنجليزية)
- رافي كابور على موقع كينوبويسك (الروسية)